# Licuala lanuginosa
Licuala lanuginosa är en enhjärtbladig växtart som beskrevs av Henry Nicholas Ridley. Licuala lanuginosa ingår i släktet Licuala och familjen Arecaceae. Inga underarter finns listade i Catalogue of Life.